# زنون رواقی
زنون رواقی (Zeno of Citium) فیلسوف یونانی و بنیانگذار مکتب رواقی‌گری در قرن سوم پیش از میلاد بود. او در شهر کیتیوم (قبرس امروزی) متولد شد و پس از مطالعه فلسفه‌های مختلف، مکتب رواقی را تأسیس کرد. فلسفه رواقی بر اخلاق، کنترل نفس، پذیرش سرنوشت و زندگی بر اساس عقل تأکید دارد. زنون معتقد بود که انسان باید با طبیعت هماهنگ شود و از احساسات منفی دوری کند تا به آرامش درونی برسد.

## زندگی
زندگی و تبار:
زنون حدود سال ۳۳۴ پیش از میلاد در شهر کیتیوم، در جزیره‌ی قبرس به دنیا آمد. درباره‌ی تبار او اختلاف نظر وجود دارد؛ برخی او را فینیقی و برخی دیگر یونانی یا ترکیبی از هر دو می‌دانند. اما چیزی که مسلم است، این است که زنون نامی یونانی داشت، تحصیلاتش به زبان یونانی بود و هیچ مدرکی وجود ندارد که نشان دهد او به زبانی غیر از یونانی صحبت می‌کرد.
ورود به فلسفه:
زنون در جوانی یک تاجر ثروتمند بود. اما پس از آنکه در یک سفر دریایی کشتی‌اش غرق شد، به آتن رفت. در آنجا، هنگام بازدید از یک کتاب‌فروشی، با کتاب خاطرات سقراط نوشته‌ی گزنفون آشنا شد. این کتاب او را تحت تأثیر قرار داد و از کتاب‌فروش پرسید که مردانی مانند سقراط را کجا می‌تواند پیدا کند. درست در همان لحظه، کراتس، فیلسوف معروف کلبی، از آنجا می‌گذشت و کتاب‌فروش او را به زنون معرفی کرد.
زنون در ابتدا شاگرد کراتس شد و تحت تأثیر آموزه‌های کلبیون قرار گرفت، اما برخلاف آن‌ها، که به بی‌پروایی و نادیده گرفتن هنجارهای اجتماعی معتقد بودند، زنون به نوعی خویشتن‌داری و میانه‌روی گرایش داشت. او همچنین نزد فیلسوفانی از مکاتب مختلف، از جمله استیلبو (از مکتب مگاری)، دیودوروس کرونوس (دیالکتیک‌دان)، و زنکراتس و پولوِمو (افلاطونیان) تحصیل کرد.
پایه‌گذاری مکتب رواقی:
در سال ۳۰۱ پیش از میلاد، زنون در استوآ پویکیله (ایوان رنگین) در آتن شروع به تدریس کرد. در ابتدا، پیروانش را «زنونیان» می‌نامیدند، اما بعدها نام «رواقیان» برای آن‌ها رواج یافت. فلسفه‌ی زنون بر خرد، خودکنترلی و زندگی هماهنگ با طبیعت تأکید داشت.
محبوبیت و تأثیر:
زنون مورد احترام پادشاه مقدونیه، آنتیگونوس دوم، قرار داشت. پادشاه چندین بار از او دعوت کرد تا به دربار مقدونیه برود، اما زنون این دعوت را نپذیرفت و به جای خود، شاگردش پرسیوس را فرستاد. از دیگر شاگردان معروف او می‌توان به آریستون خیوسی، سفائروس و کلئانتس (جانشین زنون در رهبری مکتب رواقی) اشاره کرد.
ویژگی‌های شخصیتی و احترام اجتماعی:
زنون مردی جدی، کم‌حرف و غرق در مطالعه بود. او زندگی ساده‌ای داشت و از تجملات دوری می‌کرد. با اینکه شهر آتن تابعیت خود را به او پیشنهاد داد، زنون از پذیرش آن خودداری کرد تا وفاداری‌اش را به زادگاهش حفظ کند. مردم کیتیوم برای قدردانی از او نامش را بر یک ستون حک کردند و او را با قهرمان اسطوره‌ای فینیقی، قدموس، مقایسه کردند. همان‌طور که قدموس الفبا را به یونانیان آورد، زنون نیز فلسفه‌ی رواقی را به آن‌ها معرفی کرد.
میراث و افتخارات:
زنون در زمان حیاتش مورد احترام بود و با اهدای تاج طلایی از او تقدیر شد. پس از مرگ، مقبره‌ای برای او ساخته شد. همچنین، یکی از دهانه‌های ماه به افتخار او «زنون» نام‌گذاری شده است.

## فلسفه
بر اساس ایده‌های آکادمی قدیم، زنون فلسفه را به سه بخش تقسیم کرد: منطق (که موضوعی گسترده شامل بلاغت، دستور زبان و نظریه‌های ادراک و تفکر است)؛ فیزیک (که نه تنها علم، بلکه شامل ذات الهی جهان نیز می‌شود)؛ و اخلاق، که هدف نهایی آن دستیابی به یودایمونیا (شکوفایی و سعادت) از طریق زندگی درست و هماهنگ با طبیعت بود. از آنجا که ایده‌های زنون بعدها توسط کریسیپوس و دیگر رواقی‌ها گسترش یافت، تعیین دقیق دیدگاه‌های او دشوار است. اما می‌توان خطوط کلی دیدگاه‌های او را به شرح زیر ترسیم کرد:
منطق
در پرداختن به منطق، زنون تحت تأثیر استیلپو و دیگر فیلسوفان مکتب مگاریان قرار داشت. او بر نیاز به ایجاد پایه‌ای برای منطق تأکید می‌کرد، زیرا فرد خردمند باید بداند چگونه از فریب دوری کند. سیسرو، فیلسوف رومی، زنون را در مقایسه با پیشینیانش در زمینه منطق ضعیف‌تر می‌دانست، و به نظر می‌رسد که این موضوع درست باشد، زیرا درمان دقیق‌تر این موضوع توسط جانشینان او، از جمله کریسیپوس، ارائه شد. زنون تصورات درست را به دو دسته **قابل درک** و **غیرقابل درک** تقسیم کرد و برای اراده آزاد، قدرت تأیید (سینکاتاتسیس) را در تشخیص بین برداشت‌های حسی مجاز دانست. زنون گفت که چهار مرحله در فرآیند دستیابی به دانش واقعی وجود دارد، که آن را با مثال دست باز و بسته شدن تدریجی مشت توضیح داد.

## مکتب
رواقیون از حیث مادیت پیرو هرقلیطوس بوده و به جوهر فرد قائل نیستند، بلکه معتقدند که ماده به اجزای غیرمتناهی تقسیم می‌شود و آتش است که این اجزا را به هم ترکیب داده و تبدیل به جسم واحد می‌کند، همچنین معتقدند که خداوند در همه جهان حلول کرده و انسان هم که جزئی از طبیعت است باید رفتارش مطابق عقل باشد که از این جهت به رواقیون، حلولیان نیز گفته‌اند.

## آثار
اکثر آثار زنون از بین رفته‌اند، فقط قطعاتی از آثار وی در دست است.

### فیزیکی
- در جهان
- بودن
- نشانه‌ها
- نگاه

### منطقی
- گفتمان
- سبک گفتار